# Olaf Heredia
Carlos Olaf Heredia Orozco (født 19. oktober 1957 i Apatzingán, Mexico) er en tidligere mexicansk fodboldmålmand.
I løbet af sin næsten 20 år lange karriere spillede Heredia blandt andet for Pumas UNAM, Tigres UANL og Santos Laguna. Han vandt det mexicanske mesterskab to gange, i øvrigt med 16 års mellemrum. Én gang med Pumas og én gang med Santos Laguna.
Heredia nåede over en periode på fire år at spille 18 kampe for Mexicos landshold. Han var en del af det mexicanske hold der nåede kvartfinalerne ved VM i 1986 på hjemmebane. Han var dog under hele turneringen reservemålmand for førstevalget Pablo Larios, og kom ikke på banen.

## Titler
Liga MX
- 1981 med Pumas UNAM
- 1997 med Santos Laguna